# Bohumil Havel
Bohumil Havel (* 1975) je český právník, člen Legislativní rady vlády a bývalým proděkanem a asistentem na katedře obchodního práva Západočeské univerzity v Plzni. Je hlavním autorem rekodifikace obchodního práva v České republice. Působí na Ústavu státu a práva AV ČR jako výzkumný pracovník.
Absolvoval FPR ZČU, působí jako znalec jak v Česku, tak i u Londýnského arbitrážního soudu, na komerční bázi vede semináře a přednášky o obchodním právu.
Jeho věcný záměr obchodního zákona, vyžádaný Ministerstvem spravedlnosti ČR v září 2001, byl v březnu 2002 vládou schválen. Od roku 2004 vedl skupinu připravující alternativní návrh úpadkového zákona, který byl posléze v roce 2005 předložen jako poslanecký návrh ODS; kompromisní návrh tohoto zákona připravený komisí, jejímž byl členem, byl schválen v roce 2006. Dále pracuje na zákonu o komoditních burzách.
Je členem burzovní komory Energetické burzy Praha. V roce 2012 se stal právníkem roku v oboru obchodní právo. Publikuje v řadě odborných časopisů, zejména pak v Právníku, Obchodněprávní revue a Právních rozhledech.

## Kontroverze ohledně možného střetu zájmu
Bohumil Havel byl zpravodajem návrhu zákona o hromadném řízení při jeho projednávání v Legislativní radě vlády. Ačkoliv ve stejné době působil jako poradce v advokátní kanceláři PRK Partners zastupující některé banky či firmu Škoda Auto, figurující v pokusu o hromadnou žalobu v případu Dieselgate, nenahlásil před jednáním rady možný střet zájmů. Takový postup je přitom předpokládán jednacím řádem Legislativní rady vlády. Vláda do Poslanecké sněmovny poslala oproti původnímu předkládanému návrhu pouze užší podobu návrhu, omezující hromadné žaloby výhradně na spotřebitelské spory.
Záznam z údajně bouřlivé debaty k zákonu, který byl dlouhodobě předmětem silných lobbistických tlaků, však nebyl vládou nikdy zveřejněn, přestože o něj žádali jak diskuzní pořad Otázky Václava Moravce, který na možný střet zájmů poprvé upozornil, tak někteří poslanci z podvýboru pro ochranu spotřebitele.